# أندريا غريكو
أندريا غريكو (بالإيطالية: Andrea Grieco)‏ هو لاعب كرة قدم إيطالي في مركز الدفاع، ولد في 5 أكتوبر 1991 في كومو في إيطاليا. لعب مع نادي سامبدوريا.

## وصلات خارجية
- أندريا غريكو على موقع الاتحاد الأوربي (الإنجليزية)
- أندريا غريكو على موقع قاعدة بيانات كرة القدم.إي يو (الإنجليزية)